# Hypselognathus horridus
Hypselognathus horridus är en fiskart som beskrevs av Dawson och Glover 1982. Hypselognathus horridus ingår i släktet Hypselognathus och familjen kantnålsfiskar. Inga underarter finns listade i Catalogue of Life.